# La Loi sauvage
Pour plus de détails, voir Fiche technique et Distribution.
La Loi sauvage est un film suisse réalisé par Francis Reusser et sorti en 1988.

## Synopsis
Un homme s'évade de prison, et entraîne dans sa cavale la femme de sa vie.

## Fiche technique
- Titre allemand : Das wilde Gesetz
- Réalisation : Francis Reusser
- Scénario :  Jacques Guhl
- Image : Emmanuel Machuel
- Lieu de tournage : Valais[1]
- Musique : Jean-Sébastien Bach
- Durée : 90 minutes
- Date de sortie : 
  - Suisse : 5 mai 1988

## Distribution
- Michel Constantin : Victor
- Lucas Belvaux : Luc / Gandhi
- Hélène Lapiower : Léna
- Jean Boissery : Max
- Roland Amstutz
- Caroline Gasser

## Commentaire
Le réalisateur raconte dans ce film « une histoire fondée sur la relation affective entre un jeune marginal et un aîné donné comme substitut du père ».